# Apple Developer Connection

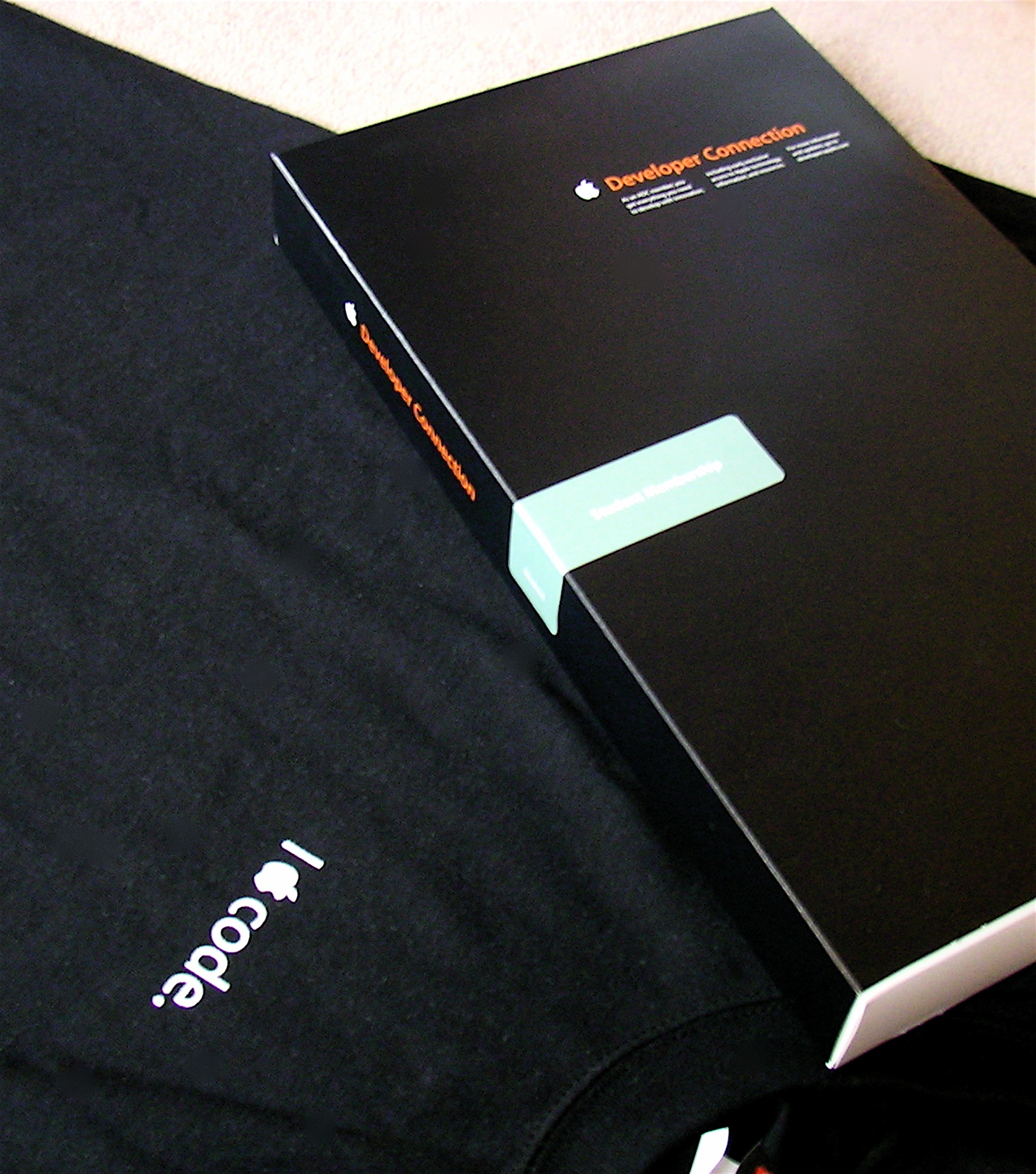
ADC Student Membership Orientation Mailing

Die Apple Developer Connection (ADC) ist ein Internetportal des Unternehmens Apple zur Softwareentwicklung auf der Macintosh-Plattform. Neben der Macintosh-Plattform kamen im Zuge des iPods auch technische Artikel über den Musikbereich hinzu. Die Seiten sollen Entwicklern helfen, mit Apples Technologie-Plattform (Hardware sowie Software) umzugehen, indem Lehrmaterial wie Tutorien, technische Artikel und umfassende Dokumentation bereitgestellt wird. Das meiste Material auf den Seiten ist in Englisch abgefasst. Allerdings gibt es nationale ADCs, welche Inhalte in der jeweiligen Landessprache zur Verfügung stellen.

## Apple Reference Library
Die Apple Reference Library ist eine Sammlung des Lehrmaterials, welcher innerhalb der ADC bereitgestellt wird. Jeder eingetragene Entwickler (mit Ausnahme der kostenlosen Variante) bekommt monatlich ein Päckchen mit der aktuellen Fassung als CD oder DVD per Post zugeschickt. Seit Dezember 2007 hat Apple den Vertrieb der DVDs eingeschränkt, so dass man die DVDs nur noch bekommt, wenn man explizit widersprochen hat, sich die monatlichen DVDs auf der ADC-Webseite herunterzuladen.

## Worldwide Developers Conference

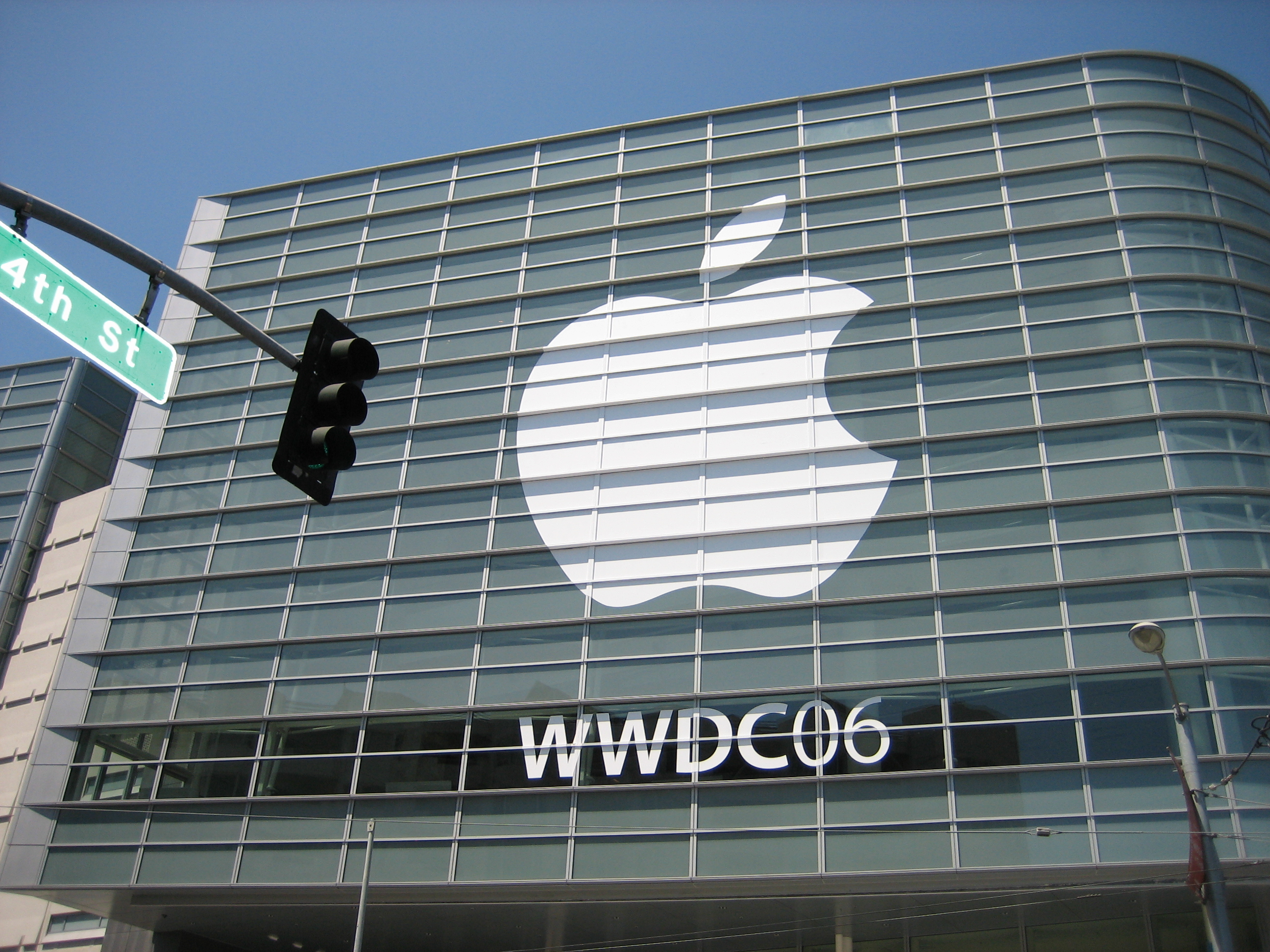
Eingangsbereich der WWDC '06

Die WWDC ist die jährlich in Kalifornien stattfindende Worldwide Developers Conference der Firma Apple, auf der neue Versionen des Betriebssystems macOS und anderen Apple-Produkte vorgestellt werden. Die Konferenz beginnt, wie auch bis 2009 üblich die Macworld, mit einer Keynote, die seit 1998 von Steve Jobs (damals CEO) gehalten wurde. Aufgrund einer Krankheit wurde sie 2009 von Apples Senior Vice President for Marketing Phil Schiller gehalten. Die erste WWDC fand 1983 in Monterey statt. Mittlerweile findet sie im Moscone Center in San Francisco statt.
Alle Teilnehmer müssen eine Vertraulichkeitsvereinbarung (NDA - Non Disclosure Agreement) unterzeichnen. Das galt bisher auch für die Keynote, jedoch bieten viele Websites einen Liveticker an, der beinahe zeitgleich per Text über das Geschehen berichten. Zirka einen Tag nach dem Event wird außerdem immer eine Videoaufzeichnung auf der Apple-Website zur Verfügung gestellt. In der Vergangenheit wurde normalerweise nur Software präsentiert, im Laufe der letzten Jahre wurde Hardware jedoch der gleiche Platz spendiert. So wurden in den Jahren 2008 und 2009 die jeweils neueste iPhone-Generation vorgestellt. Auch widmet sich die Keynote seit geraumer Zeit immer den kommenden Versionen des Betriebssystems macOS. 2005 wurde dort auch der Übergang zur Intel-Plattform bekanntgegeben.

## Varianten der Mitgliedschaft
Das ADC bietet mehrere, zum Teil kostenpflichtige, Mitgliedschaften.

### Registered Apple Developer
Die Online-Mitgliedschaft ist für jeden offengestellt und kostenlos. Neben dem ohnehin schon freien Zugang zu Dokumentationen etc. bietet diese Mitgliedschaft den Zugang zum "Download"-Bereich, in dem man sich beispielsweise Apples Entwicklungsumgebung Xcode direkt herunterladen kann (sowohl alte als auch neuere Versionen; im Mac App Store ist immer nur die neueste Version zu finden).

### iOS Developer Program
Die Mitgliedschaft im iOS Developer Program kostet 99 US-Dollar jährlich, ermöglicht den Zugriff auf Vorabversionen von iOS und erlaubt es, Applikationen im App Store anzubieten. Generell kann allerdings jeder Nutzer Programme direkt auf sein eigenes Gerät spielen und testen, Entwickler können ihre Programme zusätzlich auch an andere Tester verteilen. 

#### Enterprise Program
Für Unternehmen bietet Apple das 299 US-Dollar pro Jahr teure „iOS Developer Enterprise Program“ an. Dieses richtet sich an größere Unternehmen, die eigene Programme über alternative Distributionswege an die Mitarbeiter verteilen möchten, bspw. über das iPhone Configuration Utility oder den Apple Configurator.

#### University Program
Das Universitäts-Programm richtet sich an Studenten, die in der Entwicklung von iOS-Programmen unterrichtet werden. Es ermöglicht, zusätzlich zu den Vorteilen der kostenfreien Mitgliedschaft, nur das Testen eigener Programme auf einem iPhone, iPod oder iPad.

### Mac Developer Program
Die Mitgliedschaft im Mac Developer Program kostet ebenfalls 99 US-Dollar jährlich, ermöglicht den Zugriff auf Vorabversionen von macOS und erlaubt es, Applikationen im Mac App Store anzubieten.